# Оклендський університет
Оклендський університет — публічний вищий навчальний заклад, розташований у містах Оберн-Гіллс, Рочестер, що в американському штаті Мічиган. Є єдиним дослідницьким університетом в окрузі Окленд.
Первинно Оклендський університет був структурним підрозділом Університету штату Мічиган, але 1963 року став самостійним вишем.

## Дослідницькі підрозділи
- Центр прикладних досліджень музики
- Центр біомедичних досліджень
- Центр творчих і спільних обчислень
- Центр інтегрованих бізнес-досліджень та навчання (CIBRE)
- Центр роботизації й автоматизації
- Інститут елементарних досліджень[22]
- Дослідницький інститут з'єднувальних конструкцій
- Центр раннього виховання дітей
- Науково-дослідний інститут нанотехнологій
- Центр вивчення, дослідження та підтримки аутизму (OUCARES)
- Навчальний інститут Паулі
- Центр харчових технологій
- Наукова лабораторія державного управління

## Відомі випускники
- Роберт Інглунд[23]
- Елізабет Різер
- Доріс Ітон Тревіс
- Абдул Калам[24]
- Карл Левін